# Bisimpliziale Menge
Eine bisimpliziale Menge ist im mathematischen Teilgebiet der Höheren Kategorientheorie ein simpliziales Objekt in der Kategorie der simplizialen Mengen, welche wiederum selbst simpliziale Objekte in der Kategorie der Mengen sind. Viele Konzepte der homotopischen Algebra, welche simpliziale Mengen studiert, können auf bisimpliziale Mengen übertragen werden, darunter etwa Kan-Faserungen und Kan-Komplexe.

## Definition
Eine bisimpliziale Menge ist ein simpliziales Objekt in der Kategorie der simplizialen Mengen {\displaystyle \mathbf {sSet} }, also Funktoren {\displaystyle \Delta ^{\mathrm {op} }\rightarrow \mathbf {sSet} }. Die Kategorie der simplizialen Mengen wird als:
{\displaystyle \mathbf {bisSet} :=\mathbf {Fun} (\Delta ^{\mathrm {op} },\mathbf {sSet} )\cong \mathbf {Fun} ((\Delta \times \Delta )^{\mathrm {op} },\mathbf {Set} )}
bezeichnet. Seien {\displaystyle \operatorname {pr} _{1},\operatorname {pr} _{2}\colon \Delta \times \Delta \rightarrow \Delta } die kanonischen Projektionen, dann gibt es durch Vorkomposition induzierte Funktoren {\displaystyle \operatorname {pr} _{1}^{*},\operatorname {pr} _{2}^{*}\colon \mathbf {sSet} \rightarrow \mathbf {bisSet} }. Für simpliziale Mengen {\displaystyle X} und {\displaystyle Y} gibt es eine bisimpliziale Menge {\displaystyle X\boxtimes Y} mit:
{\displaystyle X\boxtimes Y=\operatorname {pr} _{1}^{*}(A)\times \operatorname {pr} _{1}^{*}(B),}
{\displaystyle (X\boxtimes Y)_{m,n}=X_{m}\times Y_{n}.}
Sei {\displaystyle \delta \colon \Delta \rightarrow \Delta \times \Delta } der Diagonalfunktor, dann gibt es durch Vorkomposition einen induzierten Funktor {\displaystyle \delta ^{*}=\operatorname {diag} \colon \mathbf {bisSet} \rightarrow \mathbf {sSet} }. Für eine bisimpliziale Menge {\displaystyle Z} gibt es eine simpliziale Menge {\displaystyle \delta ^{*}(Z)} mit:
{\displaystyle \delta ^{*}(Z)_{n}=Z_{n,n}.}

## Adjungierte Funktoren
Die Diagonale {\displaystyle \delta ^{*}=\operatorname {diag} \colon \mathbf {bisSet} \rightarrow \mathbf {sSet} } hat einen linksadjungierten Funktor {\displaystyle \delta _{!}\colon \mathbf {sSet} \rightarrow \mathbf {bisSet} } mit {\displaystyle \delta _{!}\dashv \delta ^{*}} und einen rechtsadjungierten Funktor {\displaystyle \delta _{*}\colon \mathbf {sSet} \rightarrow \mathbf {bisSet} } mit {\displaystyle \delta ^{*}\dashv \delta _{*}}.
Sei {\displaystyle K} eine simpliziale Menge. Der Funktor {\displaystyle K\boxtimes -\colon \mathbf {sSet} \rightarrow \mathbf {bisSet} } hat einen rechtsadjungierten Funktor:
{\displaystyle {}^{K}-\colon \mathbf {bisSet} \rightarrow \mathbf {sSet} ,({}^{K}X)_{n}:=\operatorname {Hom} (K\boxtimes \Delta ^{n},X)=\varprojlim _{\Delta ^{m}\rightarrow K}X_{m,n}.}
Der Funktor {\displaystyle -\boxtimes K\colon \mathbf {sSet} \rightarrow \mathbf {bisSet} } hat einen rechtsadjungierten Funktor:
{\displaystyle -^{K}\colon \mathbf {bisSet} \rightarrow \mathbf {sSet} ,(X^{K})_{m}:=\operatorname {Hom} (\Delta ^{n}\boxtimes K,X)=\varprojlim _{\Delta ^{n}\rightarrow K}X_{m,n}.}

## Modellstrukturen
Modellstrukturen auf der Kategorie der simplizialen Mengen, darunter vor allem die Joyal- und Kan-Quillen-Modellstruktur, können über die injektive und projektive Modellstruktur auf die Kategorie der bisimplizialen Mengen übertragen werden. Jedoch hat es sich als sinnvoller erwiesen, stattdessen die kanonischen Entsprechungen der Morphismen {\displaystyle \partial \Delta ^{n}\rightarrow \Delta ^{n}} und {\displaystyle \Lambda _{k}^{n}\rightarrow \Delta ^{n}}, nämlich:
{\displaystyle \partial \Delta ^{m}\boxtimes \Delta ^{n}\cup \Delta ^{m}\boxtimes \partial \Delta ^{n}\rightarrow \Delta ^{m}\boxtimes \Delta ^{n},}
{\displaystyle \Lambda _{k}^{m}\boxtimes \Delta ^{n}\cup \Delta ^{m}\boxtimes \partial \Delta ^{n}\rightarrow \Delta ^{m}\boxtimes \Delta ^{n},}
{\displaystyle \partial \Delta ^{m}\boxtimes \Delta ^{n}\cup \Delta ^{m}\boxtimes \Lambda _{k}^{n}\rightarrow \Delta ^{m}\boxtimes \Delta ^{n}}
zu nehmen, welche von Kan-Faserungen auf Bifaserungen, Kan-Komplexen auf Kan-Bikomplexe, Links/Rechtsfaserungen auf Links/Rechtsbifaserungen und links/rechtsanodynen Erweiterungen auf links/rechtsbianodyne Erweiterungen führt.

## Eigenschaften
- Der Diagonalfunktor {\displaystyle \delta ^{*}=\operatorname {diag} \colon \mathbf {bisSet} \rightarrow \mathbf {sSet} } bildet links/rechtsbianodyne Erweiterungen auf links/rechtsanodyne Erweiterungen ab.[4]
- Der linksadjungierte Funktor {\displaystyle \delta _{!}\colon \mathbf {sSet} \rightarrow \mathbf {bisSet} } bildet links/rechtsanodyne Erweiterungen auf links/rechtsbianodyne Erweiterungen ab.[5]
- Für simpliziale Mengen {\displaystyle X} und {\displaystyle Y} gilt:[1]
{\displaystyle (\Delta \times \Delta )/(A\boxtimes B)\cong \Delta /A\times \Delta /B,}
{\displaystyle \delta ^{*}(A\boxtimes B)\cong A\times B.}